# Micrognathus erugatus
Micrognathus erugatus es una especie de pez de la familia Syngnathidae en el orden de los Syngnathiformes.

## Reproducción
Es ovovivíparo y el macho transporta los huevos en una bolsa ventral, la cual se encuentra debajo de la cola.

## Hábitat
Es un pez de mar y de clima subtropical  que vive entre 0-1 m de profundidad.

## Distribución geográfica
Se encuentra en el Brasil.